# Dennis Archer
Dennis Archer (Detroit, 1º gennaio 1942) è un politico statunitense, sindaco di Detroit dal 1994 al 2001.
Archer è stato, oltre a sindaco, avvocato e Presidente dell'American Bar Association, un'associazione volontaria di avvocati americani. Fu il primo afro-americano a diventare Presidente dell'associazione. Oltre a questo, ha lavorato nella Corte Suprema del Michigan.

## Biografia
Archer nacque a Detroit ma crebbe a Cassopolis (Michigan). Si laureò in scienze dell'educazione alla Western Michigan University. Insegnò a dei bambini con deficit dell'apprendimento nelle scuole pubbliche di Detroit dal 1965 al 1970. Archer si laureò in giurisprudenza alla facoltà statale di legge nel 1970.
Archer divenne giudice della Corte Suprema nel 1986, posizione che mantenne fino al 1990. Fu nominato "il giudice più rispettato in Michigan."

## Carriera politica
Archer fu sindaco di Detroit dal 1994 al 2001. Da sindaco, lavorò per restaurare le relazioni tra la città di Detroit con i suoi sobborghi e la comunità economica locale attraverso la cooperazione con i dirigenti d'azienda dei sobborghi ascoltando i loro piani di risanamento per la città, riducendo in questo modo le tensioni.
Archer fu uno strenuo sostenitore di numerosi progetti edilizi nel centro della città a Detroit, che includevano due nuovi stadi, il Ford Field per i Detroit Lions e il Comerica Park per i Detroit Tigers. Archer divenne anche Presidente della National League of Cities, che raggruppa 19.000 città e villaggi, durante il suo ultimo anno da sindaco.
Archer non fu mai popolare, durante il suo mandato da sindaco, con i fedelissimi del suo predecessore, Coleman Young. Young preferiva a lui Sharon McPhail, un'ex membra del Consiglio comunale, e desiderava che fosse lei a succedergli. Nelle elezioni del 1993 per il successore di Young, Archer (che è afro-americano) non si guadagnò la maggioranza dei voti dei neri. Archer fu rieletto con una grande maggioranza nel 1997, ma più volte furono proposte delle elezioni per farlo dimettere. Si rifiutò di ricandidarsi alle elezioni del 2001.

## Dopo la carriera da sindaco
Dopo la fine dei suoi mandati, Archer fu nominato direttore della Dickinson Wright, uno studio legale con sede a Detroit, e nel consiglio di amministrazione della Compuware.
Nel 2004, Archer fu eletto nel consiglio di amministrazione della Western Michigan University, per otto anni, dal Governatore del Michigan Jennifer Granholm.
Nel febbraio 2008, Archer annunciò che stava considerando di candidarsi nelle elezioni per il Governatore del 2010, ma alla fine decise di non candidarsi nel novembre 2008.